# Francisco De Paula Aguirre
Francisco De Paula Aguirre (Caracas, 20 de octubre de 1875 - ibíd. 1939) fue un músico y compositor venezolano.

## Biografía
Francisco De Paula Aguirre nació el 20 de octubre de 1875 en Caracas – Distrito Federal, donde permaneció toda su vida componiendo e interpretando valses, canciones y serenatas que recorrieron los teatros capitalinos y conquistaron los elegantes salones de la vieja Europa.
Sus composiciones conforman un rico archivo romántico, picaresco y criollo, y denotan su amor entrañable hacia su tierra. Sus obras se convirtieron en el clásico repertorio de las radioemisoras del país. Como conductor de banda fue distinguido como subdirector de la Banda Marcial y director de la Banda Presidencial en la década de los treinta. Fue precursor de la industria de la fabricación de rollos de pianola, labor comercial a la que dedicó gran parte de su vida. Su amplio trabajo creativo está impregnado de su personalidad sencilla, tranquila, metódica y familiar. 
Sus composiciones fueron ampliamente galardonadas, destacando varios premios del vals "Dama Antañona”, que recorrió los salones de las aristocráticas casas coloniales y las estrechas habitaciones de las casas de vecindad. 
Entre sus creaciones destacan también importantes legados musicales de nuestra ciudad capital: "Claveles de Galipán", "Qué bellas son las flores” y su joropo profundamente nacionalista “Amalia”.
Sentimiento y bellas melodías describen la vida musical de este ilustre compositor caraqueño, que cierra el ciclo romántico de la música popular de la capital de principios de siglo.

### Dama Antañona
Autor: Francisco De Paula Aguirre
Letra: Leoncio Martínez